# Brunette (bier)
Brunette is een Belgisch bier van hoge gisting.
Het bier wordt gebrouwen in Brouwerij Van Steenberge te Ertvelde in opdracht van de Gentse drankenspeciaalzaak De Hopduvel.
Het is een bruin bier met een alcoholpercentage van 9%.